# ادن‌خزنده
ادن‌خزنده (نام علمی: Edenopteron) نام یک سرده از چهاراندام‌ریختان است.